# Sesia (gênero)
Sesia é um gênero de traça pertencente à família Brachodidae.